# Hurley Common
Hurley Common – wieś w Anglii, w hrabstwie Warwickshire, w dystrykcie North Warwickshire. Leży 32 km na północ od miasta Warwick i 157 km na północny zachód od Londynu. Miejscowość liczy 100 mieszkańców.